# El amor es ciego (serie de televisión)
El amor es ciego - Love is Blind es una serie y programa de citas producido por Kinetic Content y creado por Chris Coelen, el cual fue estrenado en Netflix el 13 de febrero de 2020, como parte de un evento de tres semanas. La serie ha sido comparada con Married at First Sight, que también fue producida por Kinetic Content, y The Bachelor. La primera temporada fue sucedida por una reunión especial en Netflix y YouTube el 5 de marzo.
El programa se basa en un experimento social, en el que hombres y mujeres solteros se comprometen antes de llegar a conocerse en persona. 
"Love Is Blind" ha tenido ocho temporadas en los Estados Unidos y se ha producido en once territorios alrededor del mundo, incluidos Love Is Blind: Brasil, Love Is Blind: Japón, Love Is Blind: Suecia, Love Is Blind: Reino Unido, Love Is Blind: Alemania, Love Is Blind: Argentina, Love Is Blind: México y Love Is Blind: Habibi. Love Is Blind: Italia está actualmente en producción. Se ha anunciado que Love Is Blind: Francia se lanzará en 2025.

## Formato
La serie sigue a un número igual de hombres y mujeres que esperan encontrar el amor. Durante 10 días, los hombres y las mujeres salen a citas en "cápsulas" especialmente diseñadas, pequeñas habitaciones donde pueden hablar entre sí por altavoces, pero no pueden verse, excepto a través de una barrera translúcida azul que no permite ver detalles visuales. 
Los miembros del elenco se emparejan inicialmente en un formato de citas rápidas, pero luego pueden optar por tener citas más largas. Los participantes pueden hacer una propuesta de matrimonio cuando sientan que están listos. Una pareja se encuentra cara a cara solo después de que una propuesta de matrimonio es aceptada. Las parejas comprometidas luego se dirigen a un retiro para parejas en un resort durante una semana. Durante este viaje, pasan tiempo conociéndose y tienen su primera oportunidad de ser físicamente íntimos. También se encuentran con las otras parejas que participan en el experimento. Este formato de elegir entre pretendientes sin poder verlos se ha comparado con The Dating Game.
Después del retiro para parejas, las parejas comprometidas se mudan a un complejo de apartamentos en la ciudad donde viven durante las últimas tres semanas del experimento. En los apartamentos, conocen a los amigos y familiares de sus parejas y aprenden más sobre las vidas de sus parejas, explorando temas como las finanzas, el recreo, los hábitos personales y su residencia principal. También planean bodas que se celebrarán al final de las cuatro semanas. Durante este período de planificación de la boda, las mujeres van de compras para elegir su vestido de novia y los hombres van a comprar trajes juntos, llevando algunos amigos o familiares. También toman decisiones como el diseño y sabor del pastel de bodas. En el altar, cada participante decide si dice "sí, acepto" y se casa legalmente.
Cada temporada también tiene un especial de reunión que se estrena después del episodio final.

## Producción

### Casting
El equipo de casting recibe solicitudes, pero también busca personas en redes sociales, bares, tiendas de comestibles y grupos religiosos. Una empresa externa realiza verificaciones de antecedentes y evaluaciones psicológicas, y el equipo de casting intenta crear un grupo de participantes en el que cada persona tenga cierta compatibilidad, en papel, con los demás.

### Proceso de producción
La producción en las capsulas se lleva a cabo en un estudio de 20.800 metros cuadrados aprox. documentada por 81 cámaras.
Los participantes comienzan con citas rápidas de 10 minutos, que se van alargando cada día. A medida que avanza el programa los concursantes podrán tener citas durante horas con la persona que ellos decidan.
Los participantes transmiten con quién les gustaría salir, luego el productor ejecutivo/creador Chris Coelen y la productora ejecutiva Ally Simpson usan una fórmula inspirada en el algoritmo Gale-Shapley para encontrar un calendario de citas en el que todos tengan coincidencias. Durante las primeras cuatro temporadas, Coelen y Simpson organizaron los datos a mano, pero en temporadas posteriores utilizaron software de computadora.
En los grupos, las parejas suelen pasar al menos 30 horas en total saliendo, aunque en habitaciones separadas, antes de decidir si proponen matrimonio. Si una pareja se compromete, finalmente se conocerán 

### Lugares de rodaje
El rodaje de la primera temporada se llevó a cabo en los Pinewood Atlanta Studios de Atlanta, Georgia , desde el 9 de octubre de 2018, y duró 38 días hasta las bodas. Las parejas se conocieron cara a cara el 19 de octubre.  Los diez días en las cápsulas se rodaron en los estudios Pinewood Atlanta en Fayetteville.  Luego, después de que las parejas recién comprometidas abandonaron las cápsulas, la filmación tuvo lugar en Grand Velas Riviera Maya en Playa del Carmen, México, cuando todas las parejas se fueron de retiro. Las relaciones que sobrevivieron al retiro en México se mudan juntas en un complejo de apartamentos.  Después del retiro, las parejas regresaron a Atlanta al edificio de apartamentos Spectrum on Spring, donde pasaron el resto del tiempo filmando hasta las bodas. Las bodas se llevaron a cabo en dos espacios para eventos llamados Flourish Atlanta y The Estate el 15 de noviembre.
Para la segunda serie del programa, las cápsulas se enviaron desde Georgia para filmarse en un estudio recién construido en Santa Clarita, California.
Para la octava temporada del programa, las parejas fueron a Honduras para su retiro y luego regresaron a un complejo de apartamentos en Minneapolis, donde continuaron filmando hasta que se realizaron las bodas.

### Lanzamiento inicial y pedidos posteriores.
El avance de Love Is Blind se lanzó el 30 de enero de 2020. Con el avance, se anunció que la serie de diez episodios se lanzaría en un calendario de tres semanas: los primeros cinco episodios se lanzaron el 13 de febrero. 2020, los siguientes cuatro el 20 de febrero y el final el 27 de febrero.  El 26 de febrero de 2020, Netflix anunció un especial de reunión disponible en YouTube el 5 de marzo 
El 24 de marzo de 2020, Love Is Blind se renovó para una segunda y tercera temporada.Netflix renovó Love Is Blind para una cuarta y quinta temporada el 24 de marzo de 2022.  La cuarta temporada se estrenó el 24 de marzo de 2023.  La quinta temporada se estrenó el 22 de septiembre de 2023

### Compromisos no emitidos
Durante las temporadas 1, 2, 4 y 5 hubo parejas que se comprometieron en los grupos pero no aparecieron en el programa.  Aunque la mayoría de las parejas comprometidas no transmitidas no participaron en la filmación más allá de su tiempo en las cápsulas, una pareja en la temporada 5 fue filmada hasta el altar, pero su relación no se incluyó en la serie

## Episodios
| Temporada | Episodios | Publicado originalmente | Publicado originalmente |
| --------- | --------- | ----------------------- | ----------------------- |
|           |           | Lanzado por primera vez | Último publicado        |
| 1         | 14        | 13 febrero 2020         | 28 julio 2021           |
| 2         | 14        | 11 febrero 2022         | 16 septiembre 2022      |
| 3         | 15        | 19 octubre 2022         | 10 febrero 2023         |
| 4         | 16        | 24 marzo 2023           | 1 septiembre 2023       |
| 5         | 11        | 22 septiembre 2023      | 15 octubre 2023         |
| 6         | 13        | 14 febrero 2024         | 13 marzo 2024           |
| 7         | 13        | 2 octubre 2024          | 30 octubre 2024         |
| 8         | 14        | 14 febrero 2025         | 9 marzo 2024            |

## Recepción

### Audiencia
Netflix informó que 30 millones de hogares habían visto la serie dentro de las cuatro semanas posteriores al estreno, y, como se informa en el resumen de tendencias de visualización de Netflix en 2020, la primera temporada de Love Is Blind "permaneció en el Top 10 de EE. UU. durante 47 días inmediatamente después de su lanzamiento en febrero". – la segunda duración más larga de cualquier título (en 2020) detrás de Cocomelon con 64 días. ¡Pero a diferencia de los niños en edad preescolar, los adultos no tienden a ver los mismos programas una y otra vez! 
En 2020, la primera temporada de Love Is Blind se convirtió en el programa de tendencia número uno de Netflix,  coincidiendo con la pandemia de COVID-19 .  Nielsen informó que Love Is Blind obtuvo 1,5 millones de espectadores en los primeros cinco episodios, 1,3 millones en los siguientes cuatro episodios y 829.000 en el episodio final en su primera semana completa.  Al 7 de diciembre de 2023, el episodio de la reunión había sido visto por casi 2,5 millones de espectadores solo en YouTube . 
En 2022, Love Is Blind pasó 86 días en el Top Ten de Netflix en EE. UU., más que cualquier serie aparte de Cocomelon , Stranger Things y Ozark .
Love Is Blind fue el único programa sin guión que se ubicó en la lista de Nielsen de los diez mejores programas de transmisión originales de 2022, midiendo los programas más populares en Estados Unidos durante todo el año, con 13,1 mil millones de minutos vistos. 
En 2023, la cuarta temporada de Love Is Blind obtuvo la mayor audiencia de estreno en la historia de la franquicia. 

### Crítica
El agregador de reseñas Rotten Tomatoes informa una calificación de aprobación del 74% basada en 23 reseñas, con una calificación promedio de 5.75/10. El consenso crítico del sitio web dice: "Adictivo, pero problemático, Love Is Blind es indudablemente una maratón embriagante, pero su versión del romance a menudo se percibe más tóxica que aspiracional."
Metacritic, que utiliza un promedio ponderado, asignó una puntuación de 62 sobre 100 basada en nueve críticos, lo que indica "reseñas generalmente favorables".
Daniel D'Addario de Variety escribe que "Love Is Blind, la exitosa serie de citas", es, junto con The Ultimatum, "los nuevos referentes de la telerrealidad romántica." D'Addario dice que los programas del creador Chris Coelen "escalan desde configuraciones relativamente simples hasta alturas extremas de comportamiento humano, todo porque los concursantes están (o parecen estar) dejados a su suerte."
Brett White de Decider afirma que Love Is Blind es "un fascinante estudio de relaciones, con todo el drama que amas." White dice que "La temporada 1 fue un choque de realidad, como nunca antes habíamos visto. La temporada 2 no tenía la novedad a su favor, así que se fue completamente fuera de control y nos dio quizás la temporada más caótica de telerrealidad en Netflix. Ahora estamos en la temporada 3 y... Love Is Blind puede haberse convertido en un programa de telerrealidad bien elaborado –más bien, una docuserie– sobre el increíblemente complejo, a veces confuso y, a veces, peligroso mundo del amor."
Lucy Mangan de The Guardian escribe que Love Is Blind "es, básicamente, crack. O metanfetamina. Es crack-metanfetamina. Decidirás darle cinco minutos antes de dormir una noche y te encontrarás todavía en el sofá cuando el sol se eleve al día siguiente. Estarás con los ojos rojos y agotado por todo el gritar que has hecho, la inversión emocional que has realizado, los mensajes de WhatsApp que has escrito a un grupo especialmente formado y las contribuciones sentidas que has hecho a varios foros de internet sobre el tema. Es tan bueno, eso es lo que estoy diciendo."
The Forward describió el programa como uno del que el Talmud advierte, ya que somete a los participantes individuales a una humillación pública.
Yohana Delta de Vanity Fair llama a Love is Blind "una montaña rusa emocional de principio a fin."
Escribiendo en Skeptical Inquirer, Craig Foster y Minjung Park expresaron preocupaciones sobre la forma en que el programa plantea hipótesis y luego realiza experimentos con tamaños de muestra pequeños de participantes que no se asignan a un grupo experimental o de control. Esto no permite un examen genuino de la variable independiente y representa un problema si los científicos sociales quieren probar las suposiciones, ya que estarían restringidos por consideraciones éticas si intentaran recrear algo como el programa. El artículo concluyó que, si bien el programa puede ser disfrutado como una telerrealidad que dramatiza relaciones, "es importante reconocer que la ciencia real involucra un proceso cuidadoso y ético llevado a cabo por expertos que revisan el trabajo de los demás."
La serie ha sido comparada con Married at First Sight, también producida por Kinetic Content, y The Bachelor.

### Impacto en la cultura popular
Andy Dehnart de Reality Blurred afirmó que Love Is Blind "es uno de los programas de telerrealidad más grandes, en términos de conversación cultural, en años."
Alexander Kacala de Today describió Love Is Blind como la "obsesión para ver sin parar que ha arrasado en América."
Georgia Aspinall de Grazia escribió que "internet está obsesionado con Love Is Blind."
Julia Jacobs de The New York Times mencionó que "Kim Kardashian, Lizzo, Billie Eilish y Daniel Radcliffe están entre los fanáticos celebridades del programa, y los concursantes han construido enormes seguidores en redes sociales, con una participante casada de la temporada 1, Lauren Speed-Hamilton, alcanzando los 2.5 millones de seguidores en Instagram."
El sencillo «Ordinary» de Alex Warren recibió un gran impulso de popularidad gracias a su interpretación en la 8va temporada.

## Controversías

### Reunión de la cuarta temporada
Netflix anunció que la reunión de la cuarta temporada se transmitiría en vivo, pero debido a problemas técnicos, se retrasó 90 minutos y luego se lanzó como un video grabado en lugar de una transmisión en directo.

### Acusaciones de maltrato al elenco
Varios miembros del elenco han denunciado condiciones precarias durante la filmación; tres exconcursantes han presentado demandas contra Netflix y las productoras Kinetic Content y Delirium TV.
- En julio de 2022, Jeremy Hartwell (temporada 2) presentó una demanda alegando "condiciones laborales inhumanas", afirmando que se le animaba a consumir alcohol y se le negaba comida y agua. En abril de 2023, Hartwell y su compañero de temporada Nick Thompson fundaron la organización UCAN Foundation (Unscripted Cast Advocacy Network), que aboga por el apoyo legal y mental para los participantes de reality shows.
- En un documental de agosto de 2023, Thompson también afirmó que se les negaba comida y agua regularmente, lo que le hizo perder “15 libras en 3 semanas”. El documental también incluyó acusaciones de que el equipo de producción mintió al IRS y afirmó que entre 50 y 60 concursantes corroboraron de forma anónima los abusos sufridos.
- Danielle Ruhl (temporada 2) afirmó que los productores la presionaron para seguir grabando incluso después de informar que tenía pensamientos suicidas y pedía salir. El creador del programa, Chris Coelen, negó esas declaraciones y afirmó que Ruhl no había comunicado tales pensamientos y que era libre de marcharse en cualquier momento.

### Acusación de agresión sexual durante la filmación
En octubre de 2023, una concursante de la quinta temporada presentó una demanda por agresión sexual, privación ilegal de la libertad y negligencia, alegando que fue atacada por su entonces prometido en pantalla, Thomas Smith, durante la grabación en México en mayo de 2022. A pesar de ser concursantes, ni ella ni Smith aparecieron en los episodios emitidos.

### Acusaciones de comportamiento abusivo
Renee Poche (temporada 5) describió a su prometido en pantalla, Carter Wall, como abusivo tanto dentro como fuera de cámaras, e indicó que un camarógrafo renunció tras ser amenazado físicamente por él. Afirmó que la producción no la protegió cuando expresó que no se sentía segura y que incluso le pidieron que se asegurara de que Wall no tuviera acceso a armas de fuego.
Netflix y las productoras no respondieron públicamente, pero Netflix y Delirium TV presentaron un arbitraje contra Poche por $4 millones por supuestamente romper su contrato de confidencialidad. Ella, que ganó $8000 por su participación, demandó para anular el contrato y por daños emocionales, además de violaciones al código laboral de California.

### Clasificación incorrecta de empleados
En 2024, la Junta Nacional de Relaciones Laborales (NLRB) presentó una queja afirmando que los productores clasificaron incorrectamente a los concursantes como participantes en lugar de empleados. La queja exigió el pago retroactivo de salarios. El LA Times calificó esto como “un paso significativo en los esfuerzos de algunos talentos de telerrealidad por sindicalizarse”.

## Reconocimientos
| Año  | Premio                              | Categoría                                     | Nominado(s) | Resultado |
| ---- | ----------------------------------- | --------------------------------------------- | --- | --------- |
| 2020 | Critics' Choice Real TV Awards      | Mejor programa de relaciones                  | Chris Coelen, Sam Dean, Ally Simpson, Eric Detwiler, Brian Smith, Stefanie Cohen Williams y Brent Gauches                                       | Ganador   |
| 2020 | Primetime Creative Arts Emmy Awards | Mejor programa de telerrealidad               | Chris Coelen, Sam Dean, Ally Simpson, Eric Detwiler, Brian Smith, Stefanie Cohen Williams, Brent Gauches y Jeff Keirns                          | Nominado  |
| 2020 | Primetime Creative Arts Emmy Awards | Mejor reparto en un programa de telerrealidad | Donna Driscoll, Kelly Zack Castillo, and Megan Feldman                                                                                          | Nominado  |
| 2020 | People's Choice Awards              | Reality Show del año                          | El amor es ciego | Nominado  |
| 2020 | People's Choice Awards              | Bingeworthy Show of the Year                  | El amor es ciego | Nominado  |
| 2020 | Grierson Awards                     | Mejor documental de entretenimiento           | Equipo de producción de Kinetic Content | Nominado  |
| 2022 | Critics' Choice Real TV Awards      | Mejor programa de telerrealidad               | Chris Coelen, Ally Simpson, Eric Detwiler, Kimberly Goodman, Brian Smith, Jill Goslicky, y Leif Lindhjem                                        | Ganador   |
| 2022 | Primetime Creative Arts Emmy Awards | Mejor programa de telerrealidad               | Chris Coelen, Ally Simpson, Eric Detwiler, Kimberly Goodman, Brian Smith, Jill Goslicky, y Leif Lindhjem                                        | Nominado  |
| 2023 | Critics' Choice Real TV Awards      | Mejor programa de telerrealidad               | Chris Coelen, Ally Simpson, Eric Detwiler, Brent Gauches y Brian Smith                                                                          | Ganador   |
| 2023 | Primetime Creative Arts Emmy Awards | Mejor programa de telerrealidad               | Chris Coelen, Ally Simpson, Eric Detwiler, Brent Gauches y Brian Smith                                                                          | Nominado  |
| 2023 | Primetime Creative Arts Emmy Awards | Mejor reparto en un programa de telerrealidad | Donna Driscoll, Stephanie Lewis, y Claire Loeb                                                                                                  | Nominado  |
| 2024 | Critics' Choice Real TV Awards      | Mejor programa de telerrealidad               | Chris Coelen, Ally Simpson, Eric Detwiler, Brent Gauches y Brian Smith                                                                          | Nominado  |
| 2024 | Primetime Creative Arts Emmy Awards | Mejor programa de telerrealidad               | Chris Coelen, Ally Simpson, Eric Detwiler, Brent Gauches, Brian Smith, Stefanie Cohen Williams, Morgan Harris, Ewa Mularczyk, y Michelle Thomas | Nominado  |